# Condado de Virovitica-Podravina
El condado de Virovitica-Podravina (en croata: Virovitičko-podravska županija) es un condado del norte de Eslavonia en Croacia. Su centro administrativo es la ciudad de Virovitica e incluye el área alrededor del río Drava, de aquí el nombre Podravina. Otra ciudad notable en esta área es Slatina.

## Población
El último censo data de 2001 en el que se registró una población de 93.389 habitantes. La densidad de población es de 45 habitantes por kilómetro cuadrado. 
Los grupos étnicos son los siguientes: 89,5% croatas,  7,1% serbios, 0,3% húngaros y otras minorías.

## División administrativa
El condado de Virovitica-Podravina se divide en:
- Ciudad de Virovitica (cabeza administrativa)
- Ciudad de Slatina
- Ciudad de Orahovica
- Municipio de Pitomača
- Municipio de Špišić Bukovica
- Municipio de Lukač
- Municipio de Gradina
- Municipio de Suhopolje
- Municipio de Sopje
- Municipio de Voćin
- Municipio de Čađavica
- Municipio de Nova Bukovica
- Municipio de Crnac
- Municipio de Mikleuš
- Municipio de Čačinci
- Municipio de Zdenci

## Gobierno del condado
La asamblea del condado se compone de 42 representantes.